# Uchuraccay (distrito)
Uchuraccay é um distrito do peru, departamento de Ayacucho, localizada na província de Huanta.

## Transporte
O distrito de Uchuraccay é servido pela seguinte rodovia:
- PE-28B, que liga o distrito de Pacaycasa  à cidade de Ayna [1][2][3]